# 알렉산드르 코르사코프
알렉산드르 코르사코프(러시아어: Алекса́ндр Миха́йлович Ри́мский-Ко́рсаков, 1753년 8월 24일 – 1840년 5월 25일)는 1799년부터 1800년까지 알렉산드르 수보로프의 이탈리아와 스위스 원정에서 불운한 조력자로 기억되는 러시아 장군이었다.

## 생애

### 초기사
코르사코프는 프레오브라진스키 근위 연대의 생도로서 군복무를 시작했으며, 25세에 체르니고프 머스킷 총병연대의 중령으로 임명되었다. 그는 1788년과 1789년에 러시아-터키 전쟁과 러시아-스웨덴 전쟁에 참전했다. 그는 이후 러시아 친위대의 세메노프스키 연대의 소장이 되었고, 영국에 있는 아르투아 백작과 동행하는 임무를 맡았다. 그곳에서 그는 코부르크의 요시아스 왕자가 지휘하는 군대의 러시아 참관인으로 플랑드르로 갔다. 1794년에 벌어진 플뢰루스 전투의 차리나(여황제)에 대한 그의 설명은 황제의 호의를 얻었다. 상트페테르부르크로 귀환하자마자 그는 페르시아에 대한 불운한 원정에서 발레리안 주보프 백작의 휘하에 복무하도록 파견되었는데, 이는 프랑스 혁명 전쟁에 대처하기 위해 황제 파벨 1세가 1799년에 소환한 것이다. 1797년 코르사코프는 보병 감찰관으로, 이듬해 중장으로 진급했다.

### 1799년 스위스 전역
1798년 파벨 1세는 프랑스 공화국과의 전투에서 오스트리아에 합류하기 위해 독일로 파견된 30,000명의 원정군을 코르사코프에게 위임했다. 1799년 초, 병력은 스위스에서 프랑스인을 몰아내기 위해 방향을 전환했다. 5월에 러시아를 떠나 코르사코프는 90일 만에 슈토카히에 도착했다. 29,463명의 병사를 거느린 그의 사령부는 취리히로 진군하여 오스트리아 장군 프리드리히 폰 호체의 25,000명 군단과 합류했다. 알렉산드르 수보르프의 군대는 알프스를 통과한 후 이탈리아에서 합류할 것으로 예상되었지만, 지형과 적의 행동이 수보르프의 진군을 가로막았다. 그 동안 코르사코프는 과신한 상태에서 편안한 상태로 취리히 근처에서 기다렸다. 이를 최대한 활용한 안드레 마세나 휘하의 프랑스군은 1799년 9월 25일 제2차 취리히 전투에서 공격을 가해 큰 승리를 거두었고, 프랑스군의 추격이 거의 없자 수보르프는 그의 입장을 견지할 수 있다. 코르사코프는 라인강 동쪽 샤프하우젠과 콘스탄스 사이의 도르플링겐 진영에 자리를 잡고 그곳에 남아 마세나가 수보로프를 상대할 수 있는 자유를 얻었다. 콩데 친왕 휘하 그의 좌익 10월 7일 콘스탄스에서 쫓겨났고, 같은 날 뷔징엔에서 슐라트를 향해 진격했지만, 결국 라인강 좌안을 포기하고 마세나에게 밀려났다. 그는 10월 18일 린다우에서 수보로프의 생존자들과 합류했고, 얼마 지나지 않아 지휘에서 해임되었다. 얼마 지나지 않아 그는 불명예로 로스토프 총사 연대의 대령으로 해임되었다. 연합군은 보헤미아로 향했고, 그곳에서 폴 1세는 겨울 동안 군대를 다시 러시아로 불러들였다.

### 이후 생애
1801년 알렉산드르 1세 황제의 즉위와 함께 코르사코프는 GvC 기병 장군으로 재임명되었다. 그는 1806년부터 1809년까지 리투아니아의 총독으로 재직했으며 1812년 4월부터 6월까지 재임했다. 프랑스군이 접근하자 그는 6월 28일 바클레이 드 톨리로부터 철수하라는 명령을 받았지만 3선을 위해 복귀했다. 1812년 12월 8일부터 1830년까지 리투아니아 총독으로 재직했다. 이 기간 동안 그는 자신이 살았던 빌 뉴스의 투스쿨레나이 장원 재건을 명령했다. 1830~31년 폴란드 봉기 이후 상트페테르부르크로 소환된 코르사코프는 러시아 제국의 국무위원이 되었다. 그는 1840년에 사망했다.